# Rottenstein (Gemeinde Steinfeld)
Rottenstein ist eine Ortschaft und eine Katastralgemeinde der Gemeinde Steinfeld im Bezirk Spittal an der Drau in Kärnten.

## Geographie
Die Ortschaft Rottenstein befindet sich westlich von Steinfeld am Südabhang der Kreuzeckgruppe.

### Siedlungsentwicklung
Zum Jahreswechsel 1979/1980 befanden sich in der Katastralgemeinde Rottenstein insgesamt 96 Bauflächen mit 20.398 m² und 20 Gärten auf 9042 m², 1989/1990 gab es 96 Bauflächen. 1999/2000 war die Zahl der Bauflächen auf 189 angewachsen und 2009/2010 bestanden 184 Gebäude auf 237 Bauflächen.

### Bodennutzung
Die Katastralgemeinde ist forstwirtschaftlich geprägt. 96 Hektar wurden zum Jahreswechsel 1979/1980 landwirtschaftlich genutzt und 643 Hektar waren forstwirtschaftlich geführte Waldflächen. 1999/2000 wurde auf 90 Hektar Landwirtschaft betrieben und 647 Hektar waren als forstwirtschaftlich genutzte Flächen ausgewiesen. Ende 2018 waren 85 Hektar als landwirtschaftliche Flächen genutzt und Forstwirtschaft wurde auf 727 Hektar betrieben. Die durchschnittliche Bodenklimazahl von Rottenstein beträgt 12,3 (Stand 2010).

## Geschichte
Namensgebend für den Ort ist die Burgruine Rottenstein, die vermutlich 1142 vom bayerischen Pfalzgrafen Aribo II., dem Stammvater der Grafen von Görz, gegründet wurde. Bis zum Frieden von Pusarnitz 1460 war die Burg im Besitz der Görzer und ihrer Ministerialen, dann kam sie in den Besitz der Habsburger. 1528 verkaufte Erzherzog Ferdinand die Burg samt Herrschaft und Gericht an den Hofkanzler Gabriel von Salamanca-Ortenburg. Die Grafen von Ortenburg erwarben kurz darauf auch Greifenburg und verlegten dahin auch den Sitz ihrer Herrschaft. Im Laufe des 16. Jahrhunderts begann der Verfall der Burg, die sich heute als Ruine in Privatbesitz befindet. Der zugehörige Ort gehörte ursprünglich verwaltungstechnisch zu Greifenburg. 1848 wurde im Ort die katholische Filialkirche hl. Maria vom guten Rathe errichtet. Seit dem Jahr 1850 ist Rottenstein Teil der Gemeinde Steinfeld.

## Sehenswürdigkeiten
- Burgruine Rottenstein
- Katholische Filialkirche hl. Maria vom guten Rathe

## Sport
Oberhalb von Rottenstein befindet sich auf 1225 m ein Startplatz für Gleitschirme und Hängegleiter.